# كيث نيوتن
كيث نيوتن (بالإنجليزية: Keith Newton)‏، من مواليد 23 يونيو 1941، وتوفي في 15 يونيو 1998، لاعب كرة قدم إنجليزي سابق.
لعب مع منتخب إنجلترا لكرة القدم.

## روابط خارجية
- كيث نيوتن على موقع الاتحاد الدولي (مؤرشف)  (الإنجليزية)
- كيث نيوتن على موقع قاعدة بيانات كرة القدم.إي يو (الإنجليزية)
- كيث نيوتن على موقع ناشيونال فوتبول تيمز (الإنجليزية)